# Mia Dimšić
Mia Dimšić (Osijek, 7. studenoga 1992.) hrvatska je pop-pjevačica i kantautorica. Najveću popularnost stekla je pjesmom Život nije siv. Predstavljala je Hrvatsku na pjesmi Eurovizije 2022. u Italiji s pjesmom "Guilty Pleasure".

## Karijera
Diplomirala je germanistiku i anglistiku na Filozofskom fakultetu u Osijeku. Svoj prvi singl Budi mi blizu predstavlja 12. listopada 2015. godine. Debitantski album Život nije siv objavljen 2017. godine u vrlo je kratkome roku postao najprodavaniji album u Hrvatskoj. Istoimena naslovna pjesma proglašena je najslušanijom i najemitiranijom na radijskim postajama u 2016. godini, a Hrvatska diskografska udruga iste je godine pjevačicu nagradila priznanjem za najbolju mladu izvođačicu. Godine 2017. održala je prvi samostalni koncert u Koncertnoj dvorani Vatroslava Lisinskoga pod nazivom Božićni koncert za male i velike.
Čest je gost festivala pa je tako 2017. godine nastupila na Splitskom festivalu 2017. godine i odnijela pobjedu s pjesmom Sunce, oblak, vjetar.
Godine 2019. ponovno nastupa na festivalu s pjesmom Sva blaga ovog svijeta (feat. Marko Tolja). Godine 2023. po prvi put nastupa na Zagrebačkom festivalu s pjesmom Stranac kojeg znam. Godine 2024. nastupa na Zagrebačkom festivalu s pjesmom Ništa ili sve (feat. Doris Kosović). Kasnije iste godine nastupila je na CMC festivalu s pjesmom Sto puta ne te također i na Melodijama Jadrana s pjesmom U tvojim rukama. Početkom srpnja 2024. godine nastupa u francuskom gradu Amilly kao jedan od sudionika festivala, ujedno i njen prvi međunarodni koncert u Francuskoj. U rujnu iste godine izbacuje svoj peti studijski album Društvena pravila, ponovno za Croatiju Records. Godine 2025. pojavljuje se u ulozi mentora u showu The Voice Kids Hrvatska. 
U suradnji s kršćanskim glazbenim sastavom Emanuel snimila je dvije pjesme duhovnog karaktera: Kako divno ime i Zlatnih krila.
Od samih početaka samostalne karijere piše pjesme zajedno sa svojim autorskim timom,[nedostaje izvor] da bi tokom 2024. godine napisala pjesmu za Jelenu Zvicer sa kojom je pjevačica nastupila na festivalu Biser Jadrana u Crnoj Gori: Udahni, zažmiri. Pojavljuje se i kao tekstopisac pjesme Through the dark kojom će se njen kolega i prijatelj Marko Tolja predstaviti na festivalu Dora 2025. U srpnju 2025. godine potpisala je novi, petogodišnji ugovor sa izdavačkom kućom Croatia Records te najavila snimanje novih glazbenih materijala.

## Diskografija

### Albumi
- Život nije siv, Croatia Records, 2017.
- Božićno jutro, Croatia Records, 2017.
- Sretan put, Croatia Records, 2019.
- Monologue, Croatia Records, 2023.
- Društvena pravila, Croatia Records, 2024.

## Nagrade i priznanja
- 2017. Porin za najbolji videobroj (pjesma Život nije siv)[14]
- 2018. Porin za album godine (pjesma Život nije siv)
- 2018. Porin za pjesmu godine (pjesma Bezimeni)
- 2018. Porin za najbolji album popularne duhovne glazbe (pjesma Božićno jutro)
- 2018. Porin za album pop-zabavne glazbe (album Život nije siv)[15]
- 2025. Porin za najbolji album popularne glazbe (album Društvena pravila)

## Vanjske poveznice
- Službene stranice[neaktivna poveznica]
- Mia Dimšić (kanal) na YouTubeu